# Zafírkék pálmalóri

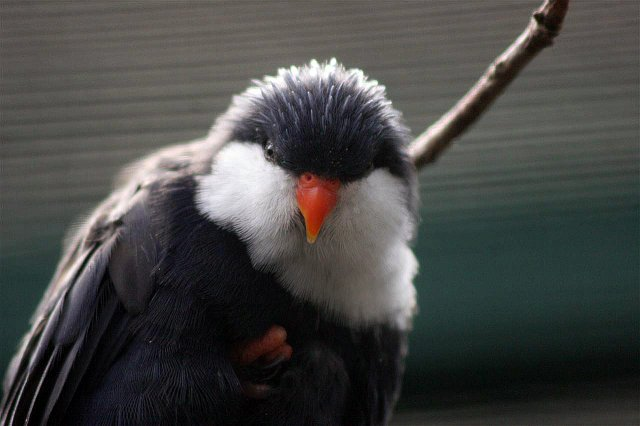

A zafírkék pálmalóri (Vini peruviana), korábban zafírlóri, a madarak osztályába, a papagájalakúak (Psittaciformes) rendjébe és a szakállaspapagáj-félék (Psittaculidae) családjába tartozó faj.

## Rendszerezése
A fajt Philipp Ludwig Statius Müller német zoológus írta le 1776-ban, a Psittacus nembe Psittacus peruvianus néven. Egyes szervezetek a Coriphilus nembe sorolják,  Coriphilus peruvianus néven.

## Előfordulása
A Csendes-óceán déli részén a Francia Polinéziához tartozó a Társaság-szigetektől, Tahitiig honos, valamint betelepítették a Cook-szigetekhez tartozó Aitutaki szigetre is. Nagyjából 20 különálló szigeten fordul elő. 
Természetes élőhelyei a szubtrópusi vagy trópusi síkvidéki esőerdők, valamint ültetvények és vidéki kertek. Állandó, nem vonuló faj.

## Megjelenése
Testhossza 18 centiméter, testtömege 31-34 gramm. Fehér arca és torka kivételével tollazata mélykék.

## Életmódja
A trópusi szigeteken található kókuszpálmák virágainak nektárjával és virágporával táplálkozik. Gyorsan és ügyesen mászik a fák ágain, csőrét eközben kevésbé használja, inkább szokatlanul erős lábával kapaszkodik. Nem gyors repülő.

## Szaporodása
Faodvakba készíti fészkét. Két tojást rak, melyeken három hétig kotlik. A fiókák kirepülési ideje 8-9 hét. A költésben valószínűleg a hím is részt vesz.

## Természetvédelmi helyzete
Az elterjedési területe kicsi, egyedszáma 4300-6300 példány közötti és csökkenő. A Természetvédelmi Világszövetség Vörös listáján sebezhető fajként szerepel.
A külvilágtól elzárt szigeteken a kis madárkolóniák sorsa bizonytalan. Mivel gyenge repülő, igen ritkán, szinte soha nem távolodik el attól a szigettől ahol kibújt a tojásból, így a populációkban nagy a beltenyészet. Fő veszélyeztető tényezője az erdőirtás, a szigetekre behurcolt patkányok fészekrabló tevékenysége és korábban az illegális madárbefogás. Ma a bennszülött lakosok próbálják védeni a kipusztulástól, elsősorban az erdőirtások mérséklésével, a költőhely gyanánt szolgáló kókuszpálmák törzsére fémgyűrűk húzásával (amely a patkányok ellen véd), és a természetes ellenségük, a mocsári rétihéja ritkításával. A térségben korábban végrehajtott kísérleti atomrobbantások is tovább tizedelték az egyébként is gyér állományt. Ezek szerencsére mára megszűntek.